# Ethel Léontine Gabain
Ethel Léontine Gabain (26 mars 1883 - 30 janvier 1950) est une peintre et lithographe franco-britannique. Elle figure notamment parmi les membres fondateurs du Senefelder Club (en). Elle est également connue sous le nom de Ethel Copley. Elle était principalement connue pour ses estampes et portraits à la peinture à l'huile d'actrices et était l'un des rares artistes de son temps vivant de la vente de ses lithographies. Elle a également fait des œuvres en pointes sèches, et des affiches. 

## Biographie

### Jeunesse

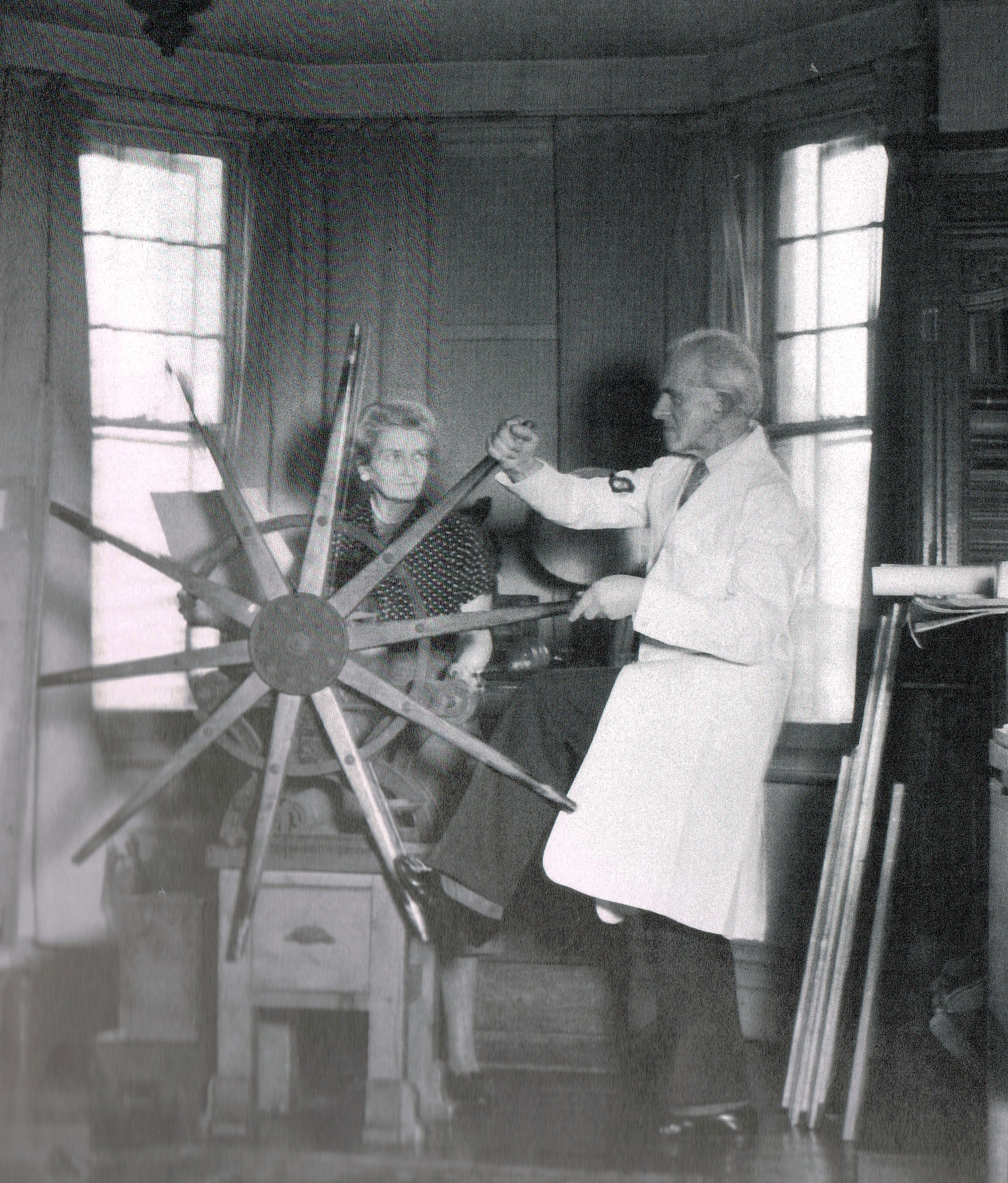
Impression de Gabain et Copley à Hampstead - Collection privée

Gabain, ses quatre sœurs et son frère sont les enfants nés en France d'un père français Charles Edward Gabain, un importateur de café aisé et d'une mère écossaise, Bessie. Lorsque Ethel a une vingtaine d'années, son père prend sa retraite, la famille emménage en Angleterre au Manor House, Bushey, Hertfordshire. Lorsqu'elle arrive  en Angleterre, Gabain connait déjà le pays et parle couramment l'anglais car elle a été pensionnaire à la Wycombe Abbey School, dans le Buckinghamshire. Cette école a encouragé ses compétences artistiques et c'est à elle qu'est confié le soin de peindre le portrait de Mlle Ann Watt Whitelaw, qui était la directrice de l'établissement de 1911 à 1925. 
En 1902, Gabain étudie à la Slade School of Fine Art, à Londres, avant de revenir en France en 1903 pour étudier à l'atelier de Raphael Collin à Paris. De 1904 à 1906, elle étudie à la Central School of Arts and Crafts de Londres, où elle apprend auprès de Francis Ernest Jackson (en) l'art de la lithographie. Gabain est déterminée à produire ses propres estampes lithographiques et s'inscrit à l'école polytechnique de Chelsea où elle apprend à utiliser la presse lithographique. Gabain expérimente la lithographie en couleur mais s'attelle finalement à améliorer le rendu des lithographies en noir et blanc. De 1908 à 1910, elle part à Paris pour se perfectionner chez un lithographe. 

### Le Senefelder Club
En 1910, Gabain et son futur mari John Copley (en), ainsi qu'Archibald Hartrick et Joseph Pennell, sont parmi les membres fondateurs du Senefelder Club (en). Les lithographies de Gabain sont présentées lors de la première exposition du Club à la Galerie Goupil en janvier de cette année,. En 1927, les membres du club participent à l'Exposition de la gravure moderne anglaise, tenue dans le pavillon de Marsan, au Louvre. En 1929, elle participe à l'exposition British Art en Suède. 
Gabain et Copley se marient en 1913 et vivent à Longfield, dans le Kent, pendant un certain temps. En 1925, Copley tombe malade et la famille décide de quitter l'Angleterre et d'aller vivre à Alassio, en Italie. Pendant les deux ans et demi de leur présence, Gabain peint le paysage alentour et donne des cours d'art et des conférences publiques à l'école anglaise d'Alassio.

### Images mélancoliques

Carmen en tant que la petite mariée (Manchester Art Gallery).

Alors qu'elle est à Paris, Gabain commence à travailler sur le thème des « jeunes femmes mélancoliques ». Elle produit de nombreuses images lithographiques de jeunes femmes seules. Gabain revisitera ce thème plus tard et produira plusieurs images de mariée triste de la modèle Carmen Watson. Lorsque Carmen se marie en 1940, elle a posé plus de soixante fois pour Gabain.  
Gabain poursuit le thème de la mélancolie en produisant des images centrées sur l'histoire de Pierrot et Columbine. Pierrot est un clown triste, fou amoureux de Columbine, une belle jeune danseuse de ballet. Gabain a adoré le ballet et a produit une série de jeunes danseurs de ballet dans différents médias. 

### Illustration
En 1922, Edmond Paix, un collectionneur français, commande une édition spéciale de 495 exemplaires de Jane Eyre à l'éditeur Léon Piton de Paris. Il a vu l'une des lithographies féminines solitaires de Gabain, The Striped Petticoat, et lui a confié la réalisation de vingt-deux lithographies pour cette édition. 
En 1924, Gabain reçoit une commande pour neuf lithographies qui doivent illustrer The Warden d'Anthony Trollope, publié par Elkin Mathews et Marrot Ltd., en 1926. 

### Peinture à l'huile
Pour des raisons financières et en raison de la baisse du marché de l'impression, Gabain se tourne vers la peinture à l'huile. Elle envoie sa première peinture à l'huile, Zinnias, à la Royal Academy en 1927. Elle peint ensuite des paysages et des portraits d'actrices : Peggy Ashcroft, Edith Evans, Adelaide Stanley, Flora Robson et Lilian Baylis. En 1932, elle est élue à la Royal Society of British Artists, l'année suivante au Royal Institute of Oil Painters. Toujours en 1933, son portrait de Robson, Flora Robson dans le rôle de Lady Audley, reçoit la médaille d'argent De Laszlo de la Royal Society of British Artists. Gabain expose avec l'Association internationale des artistes et le New English Art Club et donne des conférences sur l'histoire de l'art. En 1940, elle est élue présidente de la Society of Women Artists.

### La Seconde Guerre mondiale

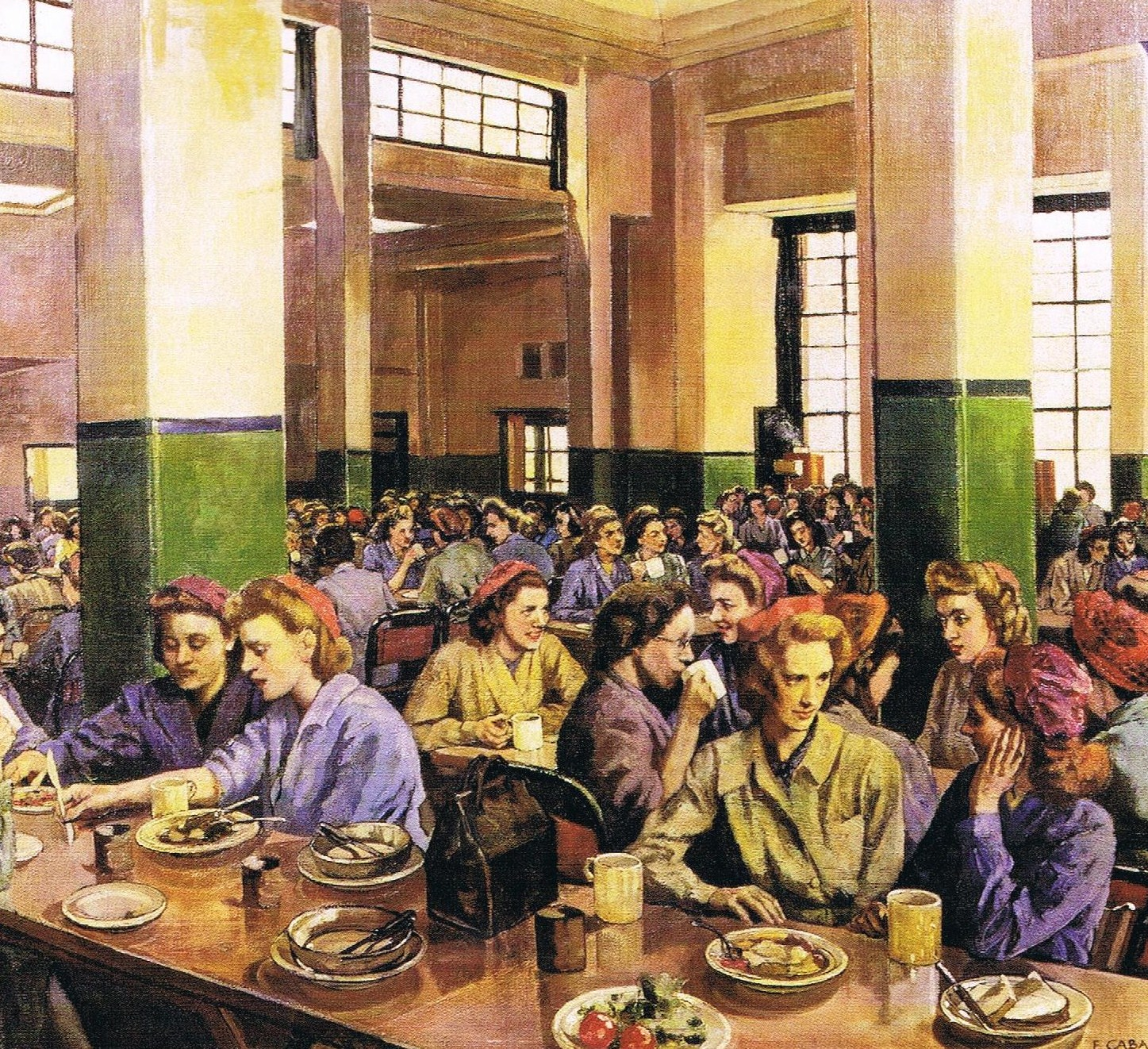
Les travailleuses de la cantine, - The Grosvenor Art Gallery, Chester.

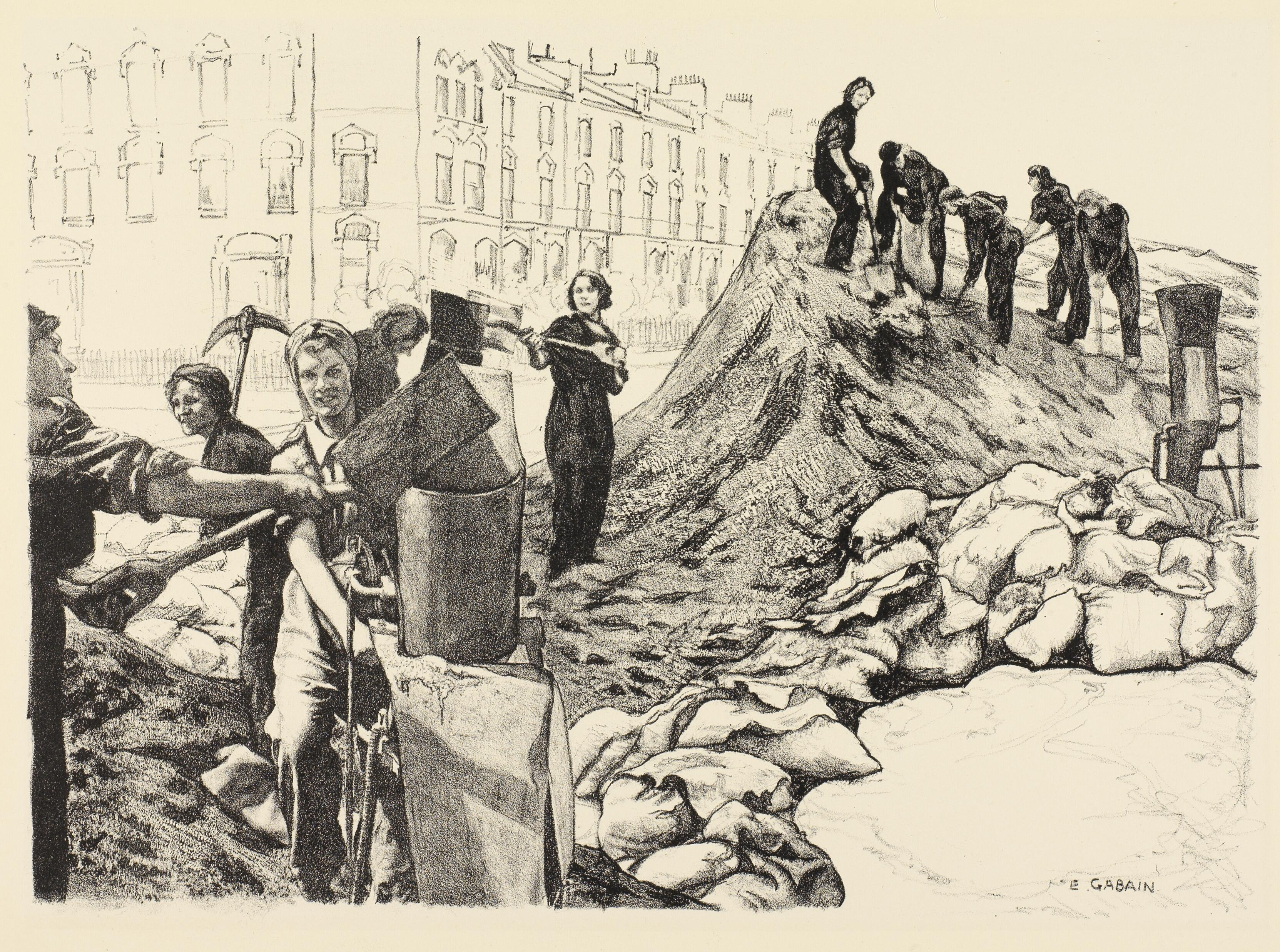
Le conseil d'arrondissement d'Islington a employé des femmes pour cette tâche ardue (Art. IWM ART LD1538).

En avril 1940, Gabain est chargée par le Comité consultatif des artistes de guerre, le WAAC, de produire quatre lithographies de membres de la Women’s Royal Voluntary Service et quatre sur les enfants évacués de Londres vers la campagne. Gabain offre treize lithographies à la WAA, mais seuls les huit originaux commandés sont utilisés. La WAAC publiera l'ensemble des images en deux séries de lithographies, Children in Wartime contenant cinq images et Women's Work in the War other than the Services, qui comportait six images. Au total, la WAAC acquiert 38 œuvres de Gabain durant la guerre. Pour ces projets, Gabain, bien que souvent en mauvaise santé, voyage dans toute la Grande-Bretagne. Elle va dans les Highlands écossais pour documenter le travail des femmes bûcherons dans un camp de la Women's Land Army dans le Banffshire et au Devon pour représenter les enfants évacués de Londres. Durant toute la guerre, Gabain représente des femmes travaillant dans des artisanat et des métiers traditionnellement masculins : en plus des ouvrières du sauvetage, des ouvrières d'usine, des gardiennes de l'Air Raid Precautions et des agentes des raids aériens, Gabain réalise un portrait de la capitaine Pauline Gower de l'Air Transport Auxiliary. En 1945, elle réalise une série de portraits, dont Barbara Ward et Caroline Haslett. 
Les commissions de la WAAC permettent à Gabain d'explorer les techniques médicales innovantes développées pendant la guerre. En 1944, en plus de dépeindre Sir Alexander Fleming travaillant dans le laboratoire où il a découvert la pénicilline, Gabain représente dans A Child Bomb-Victim Receiving Penicillin Treatment, une jeune fille traitée à l'aide de ce médicament. Elle dépeint les traitements pionniers des victimes de brûlures, y compris l'introduction d'une nouvelle méthode d'irrigation continue.   

### Vie privée
Le fabricant d'estampes John Copley est son mari et l'acteur Peter Copley est son fils.

### Dernières années
En 1939, Gabain est tombé gravement malade et bien qu'elle se soit remise, sa santé est restée mauvaise. Par la suite, elle souffre d'arthrite et perd un rein, mais elle continue à peindre et à exposer jusqu'à sa mort. Gabain décède le 30 janvier 1950 chez elle à Londres. À sa mort, son mari, John, organise une exposition commémorative de ses peintures et lithographies à la Royal Society of British Artists, Suffolk Street, Londres. 

## Affiliation
- 1909 : Membre fondateur du Senefelder Club
- 1925 : Membre de la Society of Graphic Art
- 1932 : membre de la Royal Society of British Artists,
- 1933 : membre de l'Institut royal des peintres à l'huile
- 1934 : Vice-présidente de la Society of Women Artists
- 1940 : Présidente de la Society of Women Artists